# آرتور کری
آرتور کری (انگلیسی: Arthur Kerry; ۲۱ ژوئیهٔ ۱۸۷۹ – ۱۹۶۷ (۸۷−۸۸ سال)) بازیکن فوتبال اهل بریتانیا بود.
از باشگاه‌هایی که در آن بازی کرده‌است می‌توان به باشگاه فوتبال آکسفورد سیتی و باشگاه فوتبال تاتنهام هاتسپر اشاره کرد.